# Xã Peru, Quận LaSalle, Illinois
Xã Peru (tiếng Anh: Peru Township) là một xã thuộc quận LaSalle, tiểu bang Illinois, Hoa Kỳ. Năm 2010, dân số của xã này là 10.732 người.